# Xuxa Produções
A XS Promoções e Produções Artísticas Ltda., conhecida como Xuxa Produções, é uma empresa da holding Xuxa International Corporation fundada em 1982. A empresa cuida de todos os negócios relacionados à carreira da apresentadora, cantora, atriz, diretora e empresária Xuxa Meneghel. 
Produz programas de TV, shows, comerciais, filmes, audiovisuais (DVDs, CDs, Blu-Ray e etc), além de representar juridicamente a artista e empresária em outras ações que representem a marca Xuxa.
Na área internacional, a Xuxa International fica responsável pela venda de produtos e campanhas publicitárias que atingem 17 países, na América Latina e inclui o mercado latino dos Estados Unidos.
Em 1993 a empresa foi responsável pela vinda da Dangerous World Tour, de Michael Jackson, para o Brasil. De todas as turnês do Rei do Pop, essa foi a única que aterrissou no Brasil. Além da turnê do Michael, a Xuxa Produções já atuou em outros segmentos sem a presença da marca Xuxa, como a co-produção de filmes de Renato Aragão, Angélica e Padre Marcelo Rossi.

## História
Fundada em novembro de 1982, como "Xuxa Promoções e Produções Artísticas", a empresa teve a razão social alterada para XS Promoções e Produções Artísticas em 2016. Trata-se da pessoa jurídica que representa a marca e os interesses artísticos e jurídicos da artista Xuxa Meneghel. Detém, com exclusividade, os direitos de comercialização da marca, imagem e voz da apresentadora, nacional e internacionalmente.
A empresa representa Xuxa em seus contratos em qualquer área, administra seus negócios e suas iniciativas empresariais, cuida da sua imagem pública e defende seus interesses em qualquer instância.
Xuxa e sua marca estão presentes num formidável conjunto de atividades artísticas: TV, cinema, música, Internet, literatura e na produção de espetáculos, liderando a audiência infantil na área do entretenimento, lazer e cultura.
O plano estratégico de uso da marca Xuxa está orientado para um amplo espectro de possibilidades nos mais diversos campos da atividade de mercado. Está presente como marca premium no licenciamento de produtos de consumo em dezenas de empresas que investem pesadamente na criação de centenas de itens, especialmente desenvolvidos para seu portfólios. Protagoniza campanhas publicitárias das mais veiculadas e está associada também nesta área a marcas e produtos vencedores, tanto divulgando seu próprio universo de produtos quanto emprestando sua credibilidade a marcas consagradas. É requisitada também para campanhas promocionais e ações de marketing específico.

## Holding
A Xuxa Produções faz parte da holding Xuxa International Corporation, que controla as seguintes empresas:
1. Lar's Empreendimentos, empresa que administra os investimentos imobiliários do grupo, responsável por 75% do patrimônio da Xuxa.
2. Xuxa Produções, produtora artística, empresa mais conhecida do grupo.
3. Xuxa Corporation Company empresa de investimentos internacionais diversos.
4. Shine Car, concessionária de carros importados com sede no Rio de Janeiro.
5. Casa X, rede de buffet infantil e casa de festas, segunda maior empresa do grupo, com unidades franqueadas em quase todos os estados do Brasil.[5]
6. Espaçolaser, 50 % das ações da rede de empresas de depilação a laser, a maior do Brasil, com mais 515 unidades espalhadas pelo país.[6]
7. Definit: rede de empresas de depilação a laser na Argentina.
8. SPA Vita Ville, complexo turístico de atividades de lazer | hotel de médio porte.

### Empresas já extintas
1. O Mundo da Xuxa, parque de diversões, extinto em 2015 para concentrar os investimentos do segmento na "Casa X".[7]
2. Xuxa Discos, selo musical em parceria com a gravadora RGE, utilizado para lançar trilhas sonoras e álbuns musicais de personagens ligados a Xuxa. A empresa foi extinta e o catálogo foi incorporado pela Som Livre.
3. Xuxa Turismo, extinta nos anos 1990, empresa de turismo especializada em pacotes de viagem pelo Brasil
4. Mega Events, fundada e extinta nos anos 1990, empresa produtora de shows e espetáculos, produzia shows da Xuxa e de outros cantores populares.
5. Xuxa Water Park, parque aquático que teve sua obra embargada por conta do projeto ocupar uma área de reserva ambiental. Xuxa preferiu investir o dinheiro na implantação de um parque coberto, o O Mundo da Xuxa, que foi inaugurado em 2003.
6. Xuxa Fitness
7. Beijinho Beijinho Promoções Artísticas, empresa responsável pelo licenciamento da marca "XUXA", suas atividades foram incorporadas à Xuxa Produções no início dos anos 2000.
8. Xuxa Store, a loja, que vendia produtos licenciados pelas marcas "XUXA" e "Turma da Xuxinha", funcionava num anexo do parque O Mundo da Xuxa e foi extinta com o empreendimento.
9. Fazenda MG Meneghel, empresa de agropecuária, agricultura, floricultura e fruticultura. Extinta em 1997 por uma política interna do grupo empresarial da Xuxa, que preferiu concentrar os investimentos no meio artístico e de entretenimento.
10. O Bicho Comeu, grife de roupas infantis, é a segunda empresa mais antiga do grupo, atrás apenas da Xuxa Produções.
11. Xuxa Loja Oficial, loja online de produtos com a marca Xuxa, empresa que concentra os investimentos e-commerce do Grupo, em parceria com a Bandup Merchandise.
12. Fundação Assistencial Xuxa Meneghel, ONG social, sem fins lucrativos. Responsável pela política de atuação no terceiro setor, fomentada por Xuxa Meneghel, presidente da Xuxa Internartional Corporation.

## Controvérsias
Em 2005, a Polícia Federal instaurou um inquérito para investigar os crimes contra o sistema financeiro, evasão de divisas, e lavagem de dinheiro, contra várias empresas entre elas a Xuxa International Corporation. Entre 1998 e 2002, a Xuxa International Corporation movimentou US$ 27 milhões (R$ 60,7 milhões na época) no exterior, dinheiro que passou pelas contas de doleiros, entre elas Azteca, Atrium, Beacon Hill e Sinkel Financial. Em junho, o diretor da Xuxa International, Luiz Cláudio Moreira, negou que tivesse usado doleiros e que tivesse movimentado tanto dinheiro no exterior.
Em 2012, o Tribunal de Justiça do Rio de Janeiro condenou a Xuxa Produções por plágio de personagens infantis. A empresa teve que pagar 50.000 reais ao criador da Turma do Cabralzinho, Leonardo Soltz. Segundo ele, a companhia teria se apropriado de forma indevida de seus personagens. Ele ofereceu à apresentadora Xuxa sua criação de personagens, mas na ocasião não houve interesse em utilizá-los. Tempo depois, a Xuxa Produções criou a Turma da Xuxinha com os mesmos personagens. A juíza Flávia de Almeida Viveiros de Castro, da 6ª Vara Cível da Barra da Tijuca, no Rio, concluiu que houve sim cópia dos personagens.

Em 2011, a 17ª Câmara Cível do Tribunal de Justiça do Rio de Janeiro negou, um pedido de indenização por dano moral e material feito pela autora Ana Maria Salgado em relação à Xuxa Promoções e Produções Artísticas, Marlene Mattos e Diler e Associados. De acordo com o Tribunal de Justiça, a autora alegou que os filmes Xuxa e os Duendes e Xuxa e os Duendes 2 são plágios de Maria da Graça em: O Portal, este último de sua autoria. Para comprovar que não houve plágio, a Xuxa Produções afirmou que contratou dois roteiristas profissionais para fazer o script do filme. Segundo o perito, "as semelhanças existentes são comuns neste tipo literário, ou seja: fadas com cetros ou varinhas de condão; bruxas malvadas que soltam gargalhadas e pretendem destruir as forças do bem; a existência de portais mágicos; personagens engraçados etc".

O filme de 1988 estrelado por Xuxa, o filme foi produzido pela Xuxa Produções e Dreamvision

## Filmografia
- 1988 - Super Xuxa contra Baixo Astral
- 1989 - A Princesa Xuxa e Os Trapalhões
- 1990 - Lua de Cristal
- 1990 - Sonho de Verão
- 1991 - Gaúcho Negro
- 1991 - Inspetor Faustão e o Mallandro
- 1990 - O Mistério de Robin Hood
- 1999 - Xuxa Requebra
- 2000 - Xuxa Popstar
- 2001 - Xuxa e os Duendes
- 2002 - Xuxa e os Duendes 2 - No Caminho das Fadas
- 2003 - Didi, o Cupido Trapalhão
- 2003 - Xuxa Abracadabra
- 2004 - Um Show de Verão
- 2004 - Didi Quer Ser Criança
- 2004 - Xuxa e o Tesouro da Cidade Perdida
- 2005 - Xuxinha e Guto Contra os Monstros do Espaço
- 2006 - Xuxa Gêmeas
- 2007 - Xuxa em Sonho de Menina
- 2009 - Xuxa em O Mistério de Feiurinha
- 2021 - O Último Voo da Nave [série documental em produção]

## Outros
- Xuxa só para Baixinhos
- Turnês de shows da Xuxa no Brasil e exterior.
- Programa 'Mundo da Xuxa', gravado em português e exibido para 115 países entre 2011 e 2014.
- Peça teatral "Vida: Um espetáculo sustentável"
- Banda KIDX, revelada no programa TV Xuxa
- Turnê Dangerous World, de Michael Jackson, no Brasil em 1993.